# Давыдова, Ольга Сергеевна
Ольга Сергеевна Давыдова (род. 24 апреля 1983) — российский искусствовед, член-корреспондент РАХ (2024).

## Биография
Родилась 24 апреля 1983 года, живёт и работает в Москве.
В 2005 году — окончила Московский государственный академический художественный институт имени В. И. Сурикова, а в 2008 году — аспирантура там же.
В 2009 году — защитила кандидатскую диссертацию в области искусствоведения, тема: «Образы садов и парков в интерпретации русских художников: от предромантизма к символизму».
В 2018 году — защитила кандидатскую диссертацию в области культурологии, тема: «Аналитика аффекта в кино и фотографии».
С 2009 года — ведущий научный сотрудник «Отдела русского искусства» Научно-исследовательского института теории и истории изобразительных искусств Российской академии художеств, специализируется в области изучения изобразительного искусства второй половины XIX — начала XX века.
С 2009 года — доцент Международного славянского института.
С 2009 по 2010 годы — преподаватель Института истории культур.
В 2015 году — преподаватель Российского государственного гуманитарного университета.
С 2005 года — член Ассоциации искусствоведов, с 2020 года — член Международного совета музеев ICOM.
В 2024 году — избрана членом-корреспондентом Российской академии художеств от Отделения искусствознания и художественной критики.

## Научная деятельность
Автор многочисленных статей (более 100) в сборниках НИИ РАХ и других научных и научно-популярных изданиях (журналах «Academia», «Третьяковская галерея», «Собрание», «Русское искусство», «Панорама искусств», «Искусствознание», «Артикульт», «Человек», «Experiment/Эксперимент», на официальном сайте РАХ, на сайте просветительского проекта «Александровский сад» и др.), а также 8 аудиокниг для интернет-ресурса «Storytel».
Автор курса лекций: «Символизм и модерн в свете последних исследований. Концептуальный аспект» в рамках культурно-образовательной программы Государственной Третьяковской галереи «Встреча со специалистом» (2015).
Автор цикла научно-популярных программ о русских художниках второй половины XIX — первой половины XX века в просветительском проекте «Александровский сад» (с 2022 г. по наст.вр.), среди которых «Поэзия метаморфоз Михаила Врубеля», «Избирательное родство: Илья и Юрий Репины», «Тайное и явное в творчестве Николая Рериха. По мотивам выставки, посвященной 150-летию со дня рождения художника», «„Стрела“ Николая Рериха: возвращения к модерну», «„Мечты и дни“ Виктора Борисова-Мусатова» и других.
Куратор и организатор международных и всероссийских научных конференций, круглых столов, выставочных проектов.
Основные научные труды.

Монографии:
- «Символическое в романтизме и романтическое в символизме. Опыт интерпретации на примере садово-паркового мотива в русском искусстве» (М.: МАКС Пресс, 2007);
- «Павел Кузнецов» (М.: Арт-Родник, 2010 г.);
- «Иконография модерна. Образы садов и парков в творчестве художников русского символизма» (М.: БуксМАрт, 2014);
- «Концептуальный модерн: Слово — Образ — Место» (М.: БуксМАрт, 2014);
- «Человек в искусстве. Антропология визуальности» (М.: Прогресс-Традиция, 2015);
- «Виктор Дмитриевич Замирайло. 1868—1939». В 2-х книгах / Боулт Дж. Э., Гаврилюк О. А., Давыдова О. С., Малая К. В. (СПб.: КGallery, 2018);
- коллективная монография в 3-х книгах «Связь времен: история искусств в контексте символизма» (ответственный редактор, составитель, автор концепции О. С. Давыдова; М.: БуксМАрт, 2020, 2021);
- «Расширение „горизонтов“: Мария Якунчикова и символизм» (Приложение. М.: Третьяковская галерея. № 3 (68), 2020);
- «Модернизм без манифеста. Собрание Романа Бабичева». Том I. «Русское искусство конца XIX — начала XX века» (сост.: Р. Бабичев, О. Давыдова, М.: Издательская группа ABCdesign, 2021);
- «Поэзия метаморфоз. Цветы и орнаменты Михаила Врубеля» (Приложение. М.: Третьяковская галерея, № 3 (72), 2021).

Библиографический указатель
- «Символизм в визуальном искусстве: середина XIX-первая треть XX века» в 2-х частях (ответственный редактор и составитель О. С. Давыдова);
- «Актуальные проблемы искусства символизма» / Государственный институт искусствознания. Часть I. Историко-теоретические исследования; Ответственный редактор и составитель И. Е. Светлов. Часть II. Библиографический указатель: «Символизм в визуальном искусстве: середина XIX — первая треть XX века» / Ответственный редактор и составитель О. С. Давыдова. М.: «Река времен», 2022, с. 257—632;
- «Михаил Врубель. Грани актуальности. К 165-летию со дня рождения художника». Материалы совместного Международного Круглого стола РАХ и Государственной Третьяковской галереи (журнал «Academia», 2022, № 4);
- «Пейзаж в русском искусстве второй половины XIX — начала XX века. Эволюция жанра. Часть I» (журнал «Academia», 2023, № 4);
- «Пейзаж в русском искусстве второй половины XIX — начала XX века. Эволюция жанра. Часть II» (журнал «Academia», 2024, № 1.).

## Награды
- Грамота благотворительного Фонда «Святыни России» (2003)
- диплом Союза художников России (2010)
- диплом в номинации «Лучшая книга в области гуманитарных наук» на конкурсе Ассоциаций книгоиздателей России (2013)
- благодарность Московской государственной консерватории имени П. И. Чайковского (2017)
- благодарственное письмо «За сохранение наследия семьи Боткиных в России» Российского Красного Креста (2018)

Награды РАХ
- медаль «Шувалов» РАХ (2019)
- медаль «Достойному» РАХ (2021)
- благодарности РАХ (2010, 2014, 2016, 2021, 2022)